# Qualification au Championnat d'Europe masculin de basket-ball 2022
Pour un article plus général, voir Championnat d'Europe de basket-ball 2022.
Navigation
Qualifications 2017 Qualifications 2025
Les éliminatoires du Championnat d'Europe de basket-ball 2022 se déroulent du 23 novembre 2017 au 22 février 2021 et détermineront vingt des vingt-quatre équipes participantes à la phase finale de l'Eurobasket 2022.

## Format
Dix-sept nations disputent un tournoi de pré-qualification en trois tours, du 23 novembre 2017 au 21 août 2019. Huit d'entre elles rejoignent les vingt-quatre équipes qui ont participé au second tour des éliminatoires de la Coupe du monde 2019 pour un tournoi de qualification, qui se déroule du 20 février 2020 au 21 février 2021. Ce tournoi désignera les vingt nations qui participeront à l'Euro en plus des quatre pays-hôtes.

## Équipes participantes
| Premier tour de pré-qualification  | Premier tour de pré-qualification | Premier tour de pré-qualification | Premier tour de pré-qualification |
| ---------------------------------- | --------------------------------- | --------------------------------- | --------------------------------- |
| Albanie                            | Arménie                           | Chypre                            | Danemark                          |
| Luxembourg                         | Macédoine du Nord                 | Portugal                          | Slovaquie                         |
| Suisse                             |                                   |                                   |                                   |
| Deuxième tour de pré-qualification |                                   |                                   |                                   |
| Autriche                           | Belgique                          | Biélorussie                       | Grande-Bretagne                   |
| Islande                            | Kosovo                            | Roumanie                          | Suède                             |
| Tournoi de qualification           |                                   |                                   |                                   |
| Allemagne                          | Bosnie-Herzégovine                | Bulgarie                          | Croatie                           |
| Espagne                            | Estonie                           | Finlande                          | France                            |
| Géorgie                            | Grèce                             | Hongrie                           | Italie                            |
| Israël                             | Lettonie                          | Lituanie                          | Monténégro                        |
| Pays-Bas                           | Pologne                           | République tchèque                | Russie                            |
| Serbie                             | Slovénie                          | Turquie                           | Ukraine                           |

## Tournoi de pré-qualification

### Premier tour
Ce tour se déroule du 23 novembre 2017 au 1er juillet 2018. Il met aux prises les cinq équipes éliminées du tour préliminaire des éliminatoires de la Coupe du monde 2019, ainsi que quatre équipes qui n'y ont pas participé.
Ces neuf nations sont divisées en trois groupes de trois équipes. Le premier de chaque groupe, ainsi que le meilleur deuxième, se qualifie pour le deuxième tour. Les autres sont transférées au troisième tour.

#### Groupe A
| Rang | Équipe            | Pts | J | G | P | Pp  | Pc  | Diff |  | Résultats (dom.\ext.) |       |       |       |
| ---- | ----------------- | --- | - | - | - | --- | --- | ---- |  | --------------------- | ----- | ----- | ----- |
| 1    | Macédoine du Nord | 7   | 4 | 3 | 1 | 323 | 293 | 30   |  | Macédoine du Nord     |       | 83-68 | 87-74 |
| 2    | Suisse            | 6   | 4 | 2 | 2 | 319 | 330 | -11  |  | Suisse                | 85-79 |       | 83-80 |
| 3    | Slovaquie         | 5   | 4 | 1 | 3 | 308 | 327 | -19  |  | Slovaquie             | 66-74 | 88-83 |       |

| Qualification pour le deuxième tour  |
| Qualification pour le troisième tour |

#### Groupe B
| Rang | Équipe   | Pts | J | G | P | Pp  | Pc  | Diff |  | Résultats (dom.\ext.) |       |       |       |
| ---- | -------- | --- | - | - | - | --- | --- | ---- |  | --------------------- | ----- | ----- | ----- |
| 1    | Danemark | 8   | 4 | 4 | 0 | 336 | 282 | 54   |  | Danemark              |       | 90-64 | 82-69 |
| 2    | Arménie  | 6   | 4 | 2 | 2 | 299 | 296 | 3    |  | Arménie               | 71-78 |       | 84-65 |
| 3    | Albanie  | 4   | 4 | 0 | 4 | 275 | 332 | -57  |  | Albanie               | 78-86 | 63-80 |       |

| Qualification pour le deuxième tour  |
| Qualification pour le troisième tour |
| Forfait général                      |

#### Groupe C
| Rang | Équipe     | Pts | J | G | P | Pp  | Pc  | Diff |  | Résultats (dom.\ext.) |       |       |       |
| ---- | ---------- | --- | - | - | - | --- | --- | ---- |  | --------------------- | ----- | ----- | ----- |
| 1    | Portugal   | 7   | 4 | 3 | 1 | 314 | 276 | 38   |  | Portugal              |       | 76-64 | 91-85 |
| 2    | Chypre     | 6   | 4 | 2 | 2 | 276 | 285 | -9   |  | Chypre                | 69-67 |       | 76-89 |
| 3    | Luxembourg | 5   | 4 | 1 | 3 | 285 | 314 | -29  |  | Luxembourg            | 58-80 | 53-67 |       |

| Qualification pour le deuxième tour  |
| Qualification pour le troisième tour |

#### Classement des deuxièmes
| Rang | Équipe          | Pts | J | G | P | Pp  | Pc  | Diff |
| ---- | --------------- | --- | - | - | - | --- | --- | ---- |
| 1    | Arménie (Gr. B) | 6   | 4 | 2 | 2 | 299 | 296 | 3    |
| 2    | Chypre (Gr. C)  | 6   | 4 | 2 | 2 | 276 | 285 | -9   |
| 3    | Suisse (Gr. A)  | 6   | 4 | 2 | 2 | 319 | 330 | -11  |

| Qualification pour le deuxième tour  |
| Qualification pour le troisième tour |
| Forfait général                      |

### Deuxième tour
Lors de ce tour, qui se déroule du 13 septembre 2018 au 24 février 2019, les quatre qualifiés du premier tour rejoignent les huit équipes éliminées du premier tour des éliminatoires de la Coupe du monde 2019. Ces douze nations sont divisées en quatre groupes de trois équipes. Le premier de chaque groupe se qualifie pour le tournoi de qualification. Les autres sont transférées au troisième tour.

#### Groupe A
| Rang | Équipe      | Pts | J | G | P | Pp  | Pc  | Diff |  | Résultats (dom.\ext.) |       |       |       |
| ---- | ----------- | --- | - | - | - | --- | --- | ---- |  | --------------------- | ----- | ----- | ----- |
| 1    | Suède       | 6   | 4 | 2 | 2 | 298 | 282 | 16   |  | Suède                 |       | 79-74 | 87-59 |
| 2    | Danemark    | 6   | 4 | 2 | 2 | 327 | 329 | -2   |  | Danemark              | 76-72 |       | 79-84 |
| 3    | Biélorussie | 6   | 4 | 2 | 2 | 310 | 324 | -14  |  | Biélorussie           | 73-60 | 94-98 |       |

| Qualification pour le tournoi de qualification |
| Qualification pour le troisième tour           |

#### Groupe B
| Rang | Équipe            | Pts | J | G | P | Pp  | Pc  | Diff |  | Résultats (dom.\ext.) |       |       |       |
| ---- | ----------------- | --- | - | - | - | --- | --- | ---- |  | --------------------- | ----- | ----- | ----- |
| 1    | Macédoine du Nord | 7   | 4 | 3 | 1 | 297 | 282 | 15   |  | Macédoine du Nord     |       | 90-76 | 78-68 |
| 2    | Roumanie          | 7   | 4 | 3 | 1 | 308 | 301 | 7    |  | Roumanie              | 65-53 |       | 88-83 |
| 3    | Kosovo            | 4   | 4 | 0 | 4 | 299 | 321 | -22  |  | Kosovo                | 73-76 | 75-79 |       |

La Macédoine du Nord se qualifie au bénéfice des confrontations particulières avec la Roumanie (143-141).
| Qualification pour le tournoi de qualification |
| Qualification pour le troisième tour           |

#### Groupe C
| Rang | Équipe   | Pts | J | G | P | Pp  | Pc  | Diff |  | Résultats (dom.\ext.) |       |       |       |
| ---- | -------- | --- | - | - | - | --- | --- | ---- |  | --------------------- | ----- | ----- | ----- |
| 1    | Belgique | 8   | 4 | 4 | 0 | 305 | 253 | 52   |  | Belgique              |       | 90-62 | 66-65 |
| 2    | Islande  | 5   | 4 | 1 | 3 | 296 | 316 | -20  |  | Islande               | 66-79 |       | 91-67 |
| 3    | Portugal | 5   | 4 | 1 | 3 | 272 | 304 | -32  |  | Portugal              | 60-70 | 80-77 |       |

L'Islande est deuxième au bénéfice des confrontations particulières avec le Portugal (168-147).
| Qualification pour le tournoi de qualification |
| Qualification pour le troisième tour           |

#### Groupe D
| Rang | Équipe          | Pts | J | G | P | Pp  | Pc  | Diff |  | Résultats (dom.\ext.) |       |       |       |
| ---- | --------------- | --- | - | - | - | --- | --- | ---- |  | --------------------- | ----- | ----- | ----- |
| 1    | Autriche        | 7   | 4 | 3 | 1 | 324 | 300 | 24   |  | Autriche              |       | 75-78 | 72-69 |
| 2    | Grande-Bretagne | 7   | 4 | 3 | 1 | 319 | 279 | 40   |  | Grande-Bretagne       | 82-96 |       | 84-47 |
| 3    | Chypre          | 4   | 4 | 0 | 4 | 248 | 312 | -64  |  | Chypre                | 71-81 | 61-75 |       |

L'Autriche se qualifie au bénéfice des confrontations particulières avec la Grande-Bretagne (171-160).
| Qualification pour le tournoi de qualification |
| Qualification pour le troisième tour           |

### Troisième tour
Lors de ce tour, qui se déroule du 3 au 21 août 2019, se retrouvent les douze équipes qui n'ont pas réussi à se qualifier au tournoi de qualification (quatre du premier tour et huit du deuxième). Ces douze nations sont divisées en quatre groupes de trois équipes. Le premier de chaque groupe se qualifie pour le tournoi de qualification.

#### Groupe E
| Rang | Équipe      | Pts | J | G | P | Pp  | Pc  | Diff |  | Résultats (dom.\ext.) |       |       |       |
| ---- | ----------- | --- | - | - | - | --- | --- | ---- |  | --------------------- | ----- | ----- | ----- |
| 1    | Danemark    | 8   | 4 | 4 | 0 | 313 | 274 | 39   |  | Danemark              |       | 69-66 | 95-73 |
| 2    | Biélorussie | 6   | 4 | 2 | 2 | 314 | 267 | 47   |  | Biélorussie           | 78-81 |       | 97-66 |
| 3    | Albanie     | 4   | 4 | 0 | 4 | 247 | 333 | -86  |  | Albanie               | 57-68 | 51-73 |       |

| Qualification pour le tournoi de qualification |

#### Groupe F
| Rang | Équipe    | Pts | J | G | P | Pp  | Pc  | Diff |  | Résultats (dom.\ext.) |       |       |       |
| ---- | --------- | --- | - | - | - | --- | --- | ---- |  | --------------------- | ----- | ----- | ----- |
| 1    | Roumanie  | 8   | 4 | 4 | 0 | 336 | 275 | 61   |  | Roumanie              |       | 85-68 | 89-63 |
| 2    | Slovaquie | 6   | 4 | 2 | 2 | 293 | 301 | -8   |  | Slovaquie             | 74-77 |       | 67-60 |
| 3    | Chypre    | 4   | 4 | 0 | 4 | 272 | 324 | -52  |  | Chypre                | 70-85 | 79-83 |       |

| Qualification pour le tournoi de qualification |

#### Groupe G
| Rang | Équipe          | Pts | J | G | P | Pp  | Pc  | Diff |  | Résultats (dom.\ext.) |       |        |        |
| ---- | --------------- | --- | - | - | - | --- | --- | ---- |  | --------------------- | ----- | ------ | ------ |
| 1    | Grande-Bretagne | 8   | 4 | 4 | 0 | 336 | 261 | 75   |  | Grande-Bretagne       |       | 101-79 | 71-54  |
| 2    | Kosovo          | 5   | 4 | 1 | 3 | 331 | 348 | -17  |  | Kosovo                | 63-71 |        | 109-88 |
| 3    | Luxembourg      | 5   | 4 | 1 | 3 | 295 | 353 | -58  |  | Luxembourg            | 65-93 | 88-80  |        |

Le Kosovo est deuxième au bénéfice des confrontations particulières avec le Luxembourg (189-176).
| Qualification pour le tournoi de qualification |

#### Groupe H
| Rang | Équipe   | Pts | J | G | P | Pp  | Pc  | Diff |  | Résultats (dom.\ext.) |       |        |       |
| ---- | -------- | --- | - | - | - | --- | --- | ---- |  | --------------------- | ----- | ------ | ----- |
| 1    | Suisse   | 6   | 4 | 2 | 2 | 336 | 324 | 12   |  | Suisse                |       | 109-85 | 77-72 |
| 2    | Islande  | 6   | 4 | 2 | 2 | 343 | 339 | 4    |  | Islande               | 83-82 |        | 96-68 |
| 3    | Portugal | 6   | 4 | 2 | 2 | 304 | 320 | -16  |  | Portugal              | 84-68 | 80-79  |       |

| Qualification pour le tournoi de qualification |

## Tournoi de qualification
Le tirage au sort a eu lieu le 22 juillet 2019 à Munich, en Allemagne. Les quatre vainqueurs de groupe du deuxième tour des pré-qualifications; ainsi que les quatre vainqueurs de groupe du troisième tour des pré-qualifications ainsi que les 24 équipes qui ont participé au deuxième tour de la qualification pour la Coupe du Monde FIBA de basket-ball participeront tous à cette étape. Ces matchs se joueront dans trois fenêtres du 17 au 25 février 2020; du 23 novembre au 1er décembre 2020 et du 15 au 23 février 2021 avec deux matchs joués par chaque équipe dans chaque fenêtre.
Les 32 pays joueront les éliminatoires FIBA EuroBasket 2022, y compris les hôtes du tour final - République tchèque, Géorgie, Allemagne et Italie. Les équipes seront réparties en huit groupes de quatre équipes. Les groupes se dérouleront selon un système de tournoi à la ronde, chaque équipe jouant toutes les autres équipes du groupe respectif lors des matchs à domicile et à l'extérieur. Les trois équipes les mieux classées de chaque groupe, à l'exception des groupes qui incluent les hôtes FIBA EuroBasket 2022, se qualifieront pour le FIBA EuroBasket 2022. Pour les groupes contenant les hôtes FIBA EuroBasket 2022, l'hôte et les deux autres équipes les mieux classées seront qualifiés pour l'EuroBasket FIBA 2022.
Les huit équipes qui ne se qualifient pas pour le tournoi final disputeront le deuxième tour des pré-qualifications de la Coupe du monde 2023 à l'été 2021.

### Tirage au sort
Le 19 juillet 2019, FIBA Europe dévoile les chapeaux ainsi que la procédure de tirage au sort. Les nations sont réparties en huit chapeaux de quatre équipes, basés sur le classement mondial FIBA au 26 février 2019, hormis pour le chapeau 8 qui est composé des équipes qualifiées du troisième tour.
Dans le tableau ci-dessous, les équipes en gras sont les pays-hôtes, les équipes en italique n'étaient pas encore connues au moment du tirage au sort.
| Chapeau 1  | Chapeau 1 | Chapeau 2          | Chapeau 2 | Chapeau 3 | Chapeau 3 | Chapeau 4          | Chapeau 4 |
| Nation     | Pos.      | Nation             | Pos.      | Nation    | Pos.      | Nation             | Pos.      |
| ---------- | --------- | ------------------ | --------- | --------- | --------- | ------------------ | --------- |
| Espagne    | 2         | Slovénie           | 7         | Italie    | 13        | Finlande           | 21        |
| France     | 3         | Grèce              | 8         | Lettonie  | 15        | Allemagne          | 22        |
| Serbie     | 4         | Croatie            | 9         | Turquie   | 17        | République tchèque | 24        |
| Lituanie   | 6         | Russie             | 10        | Ukraine   | 19        | Pologne            | 25        |
| Chapeau 5  | Chapeau 5 | Chapeau 6          | Chapeau 6 | Chapeau 7 | Chapeau 7 | Chapeau 8          | Chapeau 8 |
| Nation     | Pos.      | Nation             | Pos.      | Nation    | Pos.      | Nation             | Pos.      |
| Géorgie    | 26        | Hongrie            | 36        | Estonie   | 45        | Danemark           | 69        |
| Monténégro | 28        | Bosnie-Herzégovine | 40        | Bulgarie  | 47        | Roumanie           | 61        |
| Belgique   | 29        | Pays-Bas           | 41        | Suède     | 54        | Grande-Bretagne    | 44        |
| Israël     | 35        | Macédoine du Nord  | 42        | Autriche  | 55        | Suisse             | 65        |

Les équipes du chapeau 1 sont tirés dans les groupes A, C, E et G avec les équipes des chapeaux 4, 5 et 8. De même, les équipes du chapeau 2 sont tirés dans les groupes B, D, F et H avec les équipes des chapeaux 3, 6 et 7. Aucun pays-hôte ne peut être tiré dans le même groupe qu'un autre pays-hôte.
Le tirage au sort a lieu le 22 juillet 2019 à Munich (Allemagne).

### Groupe A
| Rang | Équipe   | Pts | J | G | P | Pp  | Pc  | Diff |  | Résultats (dom.\ext.) |       |       |       |       |
| ---- | -------- | --- | - | - | - | --- | --- | ---- |  | --------------------- | ----- | ----- | ----- | ----- |
| 1    | Israël   | 11  | 6 | 5 | 1 | 487 | 442 | 45   |  | Israël                |       | 95-87 | 78-72 | 87-63 |
| 2    | Espagne  | 10  | 6 | 4 | 2 | 501 | 448 | 53   |  | Espagne               | 78-73 |       | 69-80 | 94-41 |
| 3    | Pologne  | 9   | 6 | 3 | 3 | 490 | 453 | 37   |  | Pologne               | 71-75 | 88-89 |       | 88-81 |
| 4    | Roumanie | 6   | 6 | 0 | 6 | 388 | 523 | -135 |  | Roumanie              | 71-79 | 71-84 | 61-91 |       |

| Qualification pour l'Eurobasket 2022 |

### Groupe B
| Rang | Équipe            | Pts | J | G | P | Pp  | Pc  | Diff |  | Résultats (dom.\ext.) |       |       |         |       |
| ---- | ----------------- | --- | - | - | - | --- | --- | ---- |  | --------------------- | ----- | ----- | ------- | ----- |
| 1    | Italie            | 10  | 6 | 4 | 2 | 504 | 476 | 28   |  | Italie                |       | 83-64 | 101-105 | 92-84 |
| 2    | Russie            | 10  | 6 | 4 | 2 | 460 | 405 | 55   |  | Russie                | 66-70 |       | 75-52   | 77-67 |
| 3    | Estonie           | 8   | 6 | 2 | 4 | 448 | 498 | -50  |  | Estonie               | 81-87 | 56-84 |         | 84-86 |
| 4    | Macédoine du Nord | 8   | 6 | 2 | 4 | 473 | 497 | -24  |  | Macédoine du Nord     | 87-78 | 77-94 | 72-81   |       |

| Qualification pour l'Eurobasket 2022 |

1. 1 2  Les matchs de la Macédoine du Nord qui devaient se dérouler lors de la fenêtre internationale de novembre 2020 (face à l'Italie et à l'Estonie) sont reportés en février 2021 en raison de cas de coronavirus au sein de l'équipe de Macédoine du Nord[3].

### Groupe C
| Rang | Équipe             | Pts | J | G | P | Pp  | Pc  | Diff |  | Résultats (dom.\ext.) |       |       |       |       |
| ---- | ------------------ | --- | - | - | - | --- | --- | ---- |  | --------------------- | ----- | ----- | ----- | ----- |
| 1    | Belgique           | 10  | 6 | 4 | 2 | 509 | 439 | 70   |  | Belgique              |       | 86-65 | 86-91 | 88-65 |
| 3    | Lituanie           | 10  | 6 | 4 | 2 | 493 | 476 | 17   |  | Lituanie              | 84-71 |       | 97-89 | 76-80 |
| 4    | République tchèque | 8   | 6 | 2 | 4 | 481 | 529 | -48  |  | République tchèque    | 62-90 | 74-94 |       | 75-71 |
| 2    | Danemark           | 8   | 6 | 2 | 4 | 455 | 494 | -39  |  | Danemark              | 72-88 | 76-77 | 91-90 |       |

| Qualification pour l'Eurobasket 2022 |

### Groupe D
| Rang | Équipe   | Pts | J | G | P | Pp  | Pc  | Diff |  | Résultats (dom.\ext.) |       |       |       |       |
| ---- | -------- | --- | - | - | - | --- | --- | ---- |  | --------------------- | ----- | ----- | ----- | ----- |
| 1    | Croatie  | 10  | 6 | 4 | 2 | 442 | 398 | 44   |  | Croatie               |       | 57-65 | 79-62 | 72-56 |
| 2    | Pays-Bas | 9   | 6 | 3 | 3 | 404 | 414 | -10  |  | Pays-Bas              | 59-69 |       | 71-73 | 78-76 |
| 3    | Turquie  | 9   | 6 | 3 | 3 | 452 | 467 | -15  |  | Turquie               | 84-78 | 65-72 |       | 88-80 |
| 4    | Suède    | 8   | 6 | 2 | 4 | 445 | 464 | -19  |  | Suède                 | 72-87 | 74-59 | 87-80 |       |

| Qualification pour l'Eurobasket 2022 |

### Groupe E
| Rang | Équipe   | Pts | J | G | P | Pp  | Pc  | Diff |  | Résultats (dom.\ext.) |       |       |       |       |
| ---- | -------- | --- | - | - | - | --- | --- | ---- |  | --------------------- | ----- | ----- | ----- | ----- |
| 1    | Serbie   | 10  | 6 | 4 | 2 | 515 | 457 | 58   |  | Serbie                |       | 90-94 | 75-66 | 88-81 |
| 2    | Géorgie  | 10  | 6 | 4 | 2 | 508 | 517 | -9   |  | Géorgie               | 66-92 |       | 70-78 | 96-88 |
| 3    | Finlande | 9   | 6 | 3 | 3 | 448 | 464 | -16  |  | Finlande              | 58-80 | 85-91 |       | 92-84 |
| 4    | Suisse   | 7   | 6 | 1 | 5 | 493 | 526 | -33  |  | Suisse                | 92-90 | 84-91 | 64-69 |       |

| Qualification pour l'Eurobasket 2022 |

### Groupe F
| Rang | Équipe   | Pts | J | G | P | Pp  | Pc  | Diff |  | Résultats (dom.\ext.) |       |       |       |       |
| ---- | -------- | --- | - | - | - | --- | --- | ---- |  | --------------------- | ----- | ----- | ----- | ----- |
| 1    | Slovénie | 7   | 4 | 3 | 1 | 321 | 292 | 29   |  | Slovénie              |       | 84-73 | -     | 85-78 |
| 2    | Ukraine  | 6   | 4 | 2 | 2 | 291 | 286 | 5    |  | Ukraine               | -     |       | 60-62 | 70-67 |
| 3    | Hongrie  | 4   | 2 | 2 | 0 | 139 | 135 | 4    |  | Hongrie               | 77-75 | -     |       | -     |
| 4    | Autriche | 4   | 4 | 0 | 4 | 282 | 320 | -38  |  | Autriche              | 64-77 | 73-88 | -     |       |

| Qualification pour l'Eurobasket 2022 |

1. 1 2 3  Les matchs de la Hongrie qui devaient se dérouler lors de la fenêtre internationale de novembre 2020 (face à l'Autriche et à la Slovénie) sont reportés en février 2021 en raison de cas de coronavirus au sein de l'équipe de Hongrie[4]. Du fait de l'absence de la Hongrie, le match devant opposer l'Autriche à la Slovénie lors de la fenêtre de février 2021 a été avancé en novembre 2020[5].

### Groupe G
| Rang | Équipe          | Pts | J | G | P | Pp  | Pc  | Diff |  | Résultats (dom.\ext.) |       |       |       |       |
| ---- | --------------- | --- | - | - | - | --- | --- | ---- |  | --------------------- | ----- | ----- | ----- | ----- |
| 1    | France          | 10  | 6 | 4 | 2 | 465 | 444 | 21   |  | France                |       | 73-94 | 85-66 | 86-74 |
| 2    | Grande-Bretagne | 10  | 6 | 4 | 2 | 462 | 446 | 16   |  | Grande-Bretagne       | 56-79 |       | 74-59 | 81-73 |
| 3    | Monténégro      | 9   | 6 | 3 | 3 | 439 | 455 | -16  |  | Monténégro            | 71-73 | 81-74 |       | 82-75 |
| 4    | Allemagne       | 7   | 6 | 1 | 5 | 460 | 481 | -21  |  | Allemagne             | 83-69 | 81-83 | 74-80 |       |

| Qualification pour l'Eurobasket 2022 |

### Groupe H
| Rang | Équipe             | Pts | J | G | P | Pp  | Pc  | Diff |  | Résultats (dom.\ext.) |          |       |       |            |
| ---- | ------------------ | --- | - | - | - | --- | --- | ---- |  | --------------------- | -------- | ----- | ----- | ---------- |
| 1    | Bosnie-Herzégovine | 11  | 6 | 5 | 1 | 458 | 383 | 75   |  | Bosnie-Herzégovine    |          | 65-70 | 88-49 | 79-73      |
| 2    | Grèce              | 10  | 6 | 4 | 2 | 444 | 449 | -5   |  | Grèce                 | 69-84    |       | 73-63 | 66-77      |
| 3    | Bulgarie           | 8   | 6 | 2 | 4 | 427 | 494 | -67  |  | Bulgarie              | 61-80 ap | 78-84 |       | 110-104 ap |
| 4    | Lettonie           | 7   | 6 | 1 | 5 | 462 | 465 | -3   |  | Lettonie              | 61-62 ap | 94-97 | 65-66 |            |

| Qualification pour l'Eurobasket 2022 |

## Les 24 qualifiés
|    | Équipe             | Motif                                | Date de qualification |
| -- | ------------------ | ------------------------------------ | --------------------- |
| 1  | République tchèque | Pays-hôte                            | 15 juillet 2019       |
| 2  | Géorgie            | Pays-hôte                            | 15 juillet 2019       |
| 3  | Allemagne          | Pays-hôte                            | 15 juillet 2019       |
| 4  | Italie             | Pays-hôte                            | 15 juillet 2019       |
| 5  | Israël             | Qualifications, Groupe A - 1re place | 30 novembre 2020      |
| 6  | Espagne            | Qualifications, Groupe A - 2e place  | 30 novembre 2020      |
| 7  | Pologne            | Qualifications, Groupe A - 3e place  | 21 février 2021       |
| 8  | Russie             | Qualifications, Groupe B - 2e place  |                       |
| 9  | Estonie            | Qualifications, Groupe B - 3e place  |                       |
| 10 | Belgique           | Qualifications, Groupe C - 1re place |                       |
| 11 | Lituanie           | Qualifications, Groupe C - 2e place  |                       |
| 12 | Croatie            | Qualifications, Groupe D - 1re place | 29 novembre 2020      |
| 13 | Pays-Bas           | Qualifications, Groupe D - 2e place  | 22 février 2021       |
| 14 | Turquie            | Qualifications, Groupe D - 3e place  | 22 février 2021       |
| 15 | Serbie             | Qualifications, Groupe E - 1re place | 21 février 2021       |
| 16 | Finlande           | Qualifications, Groupe E - 3e place  | 21 février 2021       |
| 17 | Slovénie           | Qualifications, Groupe F - 1re place | 30 novembre 2020      |
| 18 | Ukraine            | Qualifications, Groupe F - 2e place  | 30 novembre 2020      |
| 19 | Hongrie            | Qualifications, Groupe F - 3e place  |                       |
| 20 | France             | Qualifications, Groupe G - 1re place | 20 février 2021       |
| 21 | Grande-Bretagne    | Qualifications, Groupe G - 2e place  | 20 février 2021       |
| 22 | Bosnie-Herzégovine | Qualifications, Groupe H - 1re place | 29 novembre 2020      |
| 23 | Grèce              | Qualifications, Groupe H - 2e place  | 29 novembre 2020      |
| 24 | Bulgarie           | Qualifications, Groupe H - 3e place  | 22 février 2021       |